# Роґушин (Венґровський повіт)
Роґушин (пол. Roguszyn) — село в Польщі, у гміні Коритниця Венґровського повіту Мазовецького воєводства.
Населення — 221 особа (2011).
У 1975-1998 роках село належало до Седлецького воєводства.

## Демографія
Демографічна структура станом на 31 березня 2011 року:
|          | Загалом | Допрацездатний вік | Працездатний вік | Постпрацездатний вік |
| -------- | ------- | ------------------ | ---------------- | -------------------- |
| Чоловіки | 115     | 22                 | 82               | 11                   |
| Жінки    | 106     | 20                 | 60               | 26                   |
| Разом    | 221     | 42                 | 142              | 37                   |